# Maiden Newton
Koordinaten: 50° 47′ N, 2° 34′ W

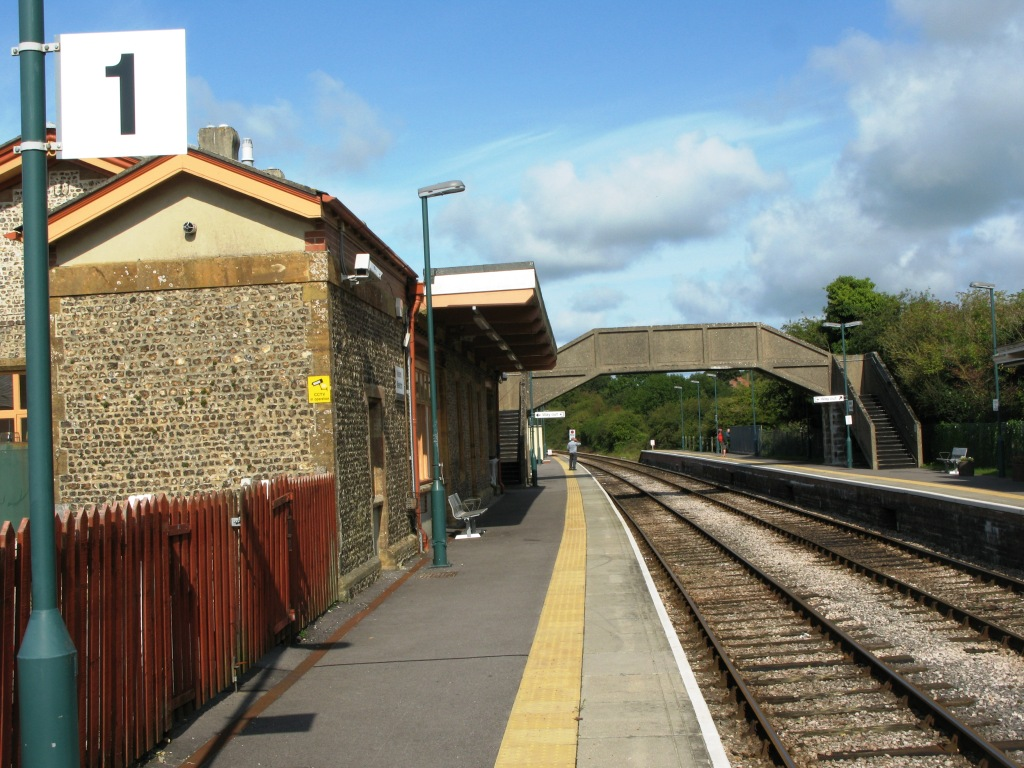
Bahnstation von Maiden Newton

Maiden Newton ist ein Dorf mit 952 Einwohnern (2001) und eine Civil parish in Dorset, England.
Der Ort wurde 1857 an die Eisenbahnstrecke der Wilts, Sommerset and Weymouth Railway angeschlossen und war gleichzeitig das nördliche Ende der Bridport Railway. Während die Eisenbahnstrecke nach Bridport 1975 eingestellt wurde, ist Maiden Newton noch heute ein Haltepunkt auf der Heart of Wessex Line.
Maiden Newton wurde von Thomas Hardy im fiktionalen Wessex seiner Romane als Chalk Newton in South Wessex beschrieben. 
Der River Hooke mündet bei Maiden Newton in den River Frome.

## Persönlichkeiten
- John Read (1884–1963), Chemiker und Chemiehistoriker